# 林あやの
林 あやの（はやし あやの、本名：林 彩乃〈読み方同じ〉・1993年〈平成5年〉5月31日 - ）は、日本の女性アイドル、タレント、女優。女性アイドルグループ『虹色の飛行少女』の元メンバーで、AKB48の元研究生。東京都出身。プラチナムプロダクション所属。愛称は「あやのん」。

## 略歴
中学3年だった2008年、AKB48の『第四回研究生（7期生）オーディション』に応募し、同年12月、最終審査合格者11名の中の一人に選ばれ研究生となる。AKB48では研究生として「アイドルの夜明け」公演に出演する等していたが、学業専念の為に2009年7月18日付をもって活動を辞退した。
その後2010年、プラチナムプロダクションと契約を結び、本名の「彩乃」をひらがな表記にしてソロでのタレント活動を開始。AKB48出身者がプラチナムの所属タレントとなったのは、渡辺志穂（現在は結婚引退）に続き2人目であった。
2012年7月、BA5から改称したガールズグループ「persolate」（パソラッテ）のメンバーに抜擢され、同年8月4日のTOKYO IDOL FESTIVALで初ステージを飾る。persolateは2013年5月に「教育的指導!!せんせ〜しょん's」と改称し、かながわIQのプロデュースで進化を遂げるも、メンバーの一人が別事務所へ移籍する等の事情により2014年3月をもって活動停止となった。この間2013年、日テレジェニックやミスヤングチャンピオンの候補生としてエントリーするも、いずれも落選。またせんせ〜しょん's活動停止後の2014年からは「並木橋ハイスクール」という事務所内のプロジェクトに参加していたが、2015年5月16日をもって活動停止に追い込まれている。
2020年3月9日、舞台から生まれたガールズユニット「虹色の飛行少女」への加入を発表。脱退した宇佐美花菜から“緑沢花”役を引き継いだ。
2021年11月20日、期間限定アイドルユニット「SAISON」が活動開始。「虹色の飛行少女」と兼任。
2022年3月21日、TOKYO DOME CITY HALLで開催されたSPライブをもって「虹色の飛行少女」の1期としての活動が終了。林は2期も残留。
2022年11月12日、品川ザ・グランドホールにて「虹色の飛行少女」新体制お披露目ライブが開催される。
2023年1月28日、TOKYO DOME CITY HALLで開催された「SAISON解散ライブー白昼夢ー」をもって「SAISON」は解散。
2023年4月25日、虹色の飛行少女を卒業。Shinjuku ReNYにて卒業記念ライブが開催された。
2023年6月25日、SAISON再始動復活ライブが開催され、メンバーとして復活した。

## 人物・エピソード
- 堀越高等学校卒業。前田希美とは同級生で[2][14][15]、7期研究生の同期かつ「虹色の飛行少女」でも共働する愛迫みゆは2年先輩に当たる[3]。前田とは後述の舞台でも共演経験がある他[14][15]、AKB48の劇場公演を一緒に観覧したこともあったという[16]。2011年9月に劇場観覧した際はAKBの先輩である柏木由紀と対面している[17]。
- アイドル活動をしていた母親の影響で、幼い頃からアイドルになりたかったという。小学生時代からモーニング娘。（特に後藤真希）のファンだった[3]。
- 本人曰く、ニンテンドーDSとPSPしかゲーム機を持っておらず、「親に買う年齢ではなくなった」と『勇者ああああ』第17回放送[注 2]で自慢し、司会のアルコ&ピースの怒りを買った[18]。
- 虹色の飛行少女への加入が突然だったため、ステージで披露する16曲を17日間で覚えたという[3]。だが初お披露目を予定していたライブは新型コロナウイルス感染症流行の影響で開催されなかった[動画 1]。
- かつてアメーバブログにて「ごぼう畑でつかまえてっ♪」と題した個人ブログを持っていた（現在は削除）[15]。友人に“ごぼう”というあだ名を付けられたことが由来とされている[15]。

## 出演

### テレビ番組
- アイドルの穴2013～日テレジェニックを探せ!～（日本テレビ、2013年4月 - 6月） - 日テレジェニック2013候補生として[11]
- 勇者ああああ（テレビ東京、2017年7月28日未明放送）- 「にわかゲーマー一斉摘発 芸能界ゲーム風紀委員」に出演[18]

### 舞台
- ラズベリーガール（2013年9月19日 - 23日、中野ザ・ポケット）[14]
- アリスインプロジェクト「エデンの空に降りゆく星唄」（2014年8月13日 – 17日、六行会ホール） - 西椿さゆり役[15]
- 劇団TEAM-ODAC「真っ白な図面とタイムマシン」（2015年8月26日 - 31日、紀伊国屋ホール） - まゆ役[19]
- てーきゅう〜先輩とめぐりあう時間たち〜 ディレクターズカット （2016年3月16日 - 21日、日本芸術専門学校大森校劇場） - 藤ヶ峰役[20][動画 2]
- SHINING☆劇場第10回公演「命の在り処」（2018年9月29日、池袋Only you） - 藤本結衣とも共演[21]
- アドリブ心理劇「レジスタンスイレブン〜集いはサクラの木の下で〜」（2019年4月5日 - 14日、上野ストアハウス）[注 3]
- 劇団ToyLateLie「思春〜遥かなるオヤジーテ〜」（2020年2月5日 - 9日、新宿村LIVE）[3]
- BEboxプロデュース朗読劇「DreamLesson〜2020 in 春〜」（2020年3月3日 - 8日、劇場MOMO）- ミツキ役[23]

### 配信
- うまみちゃんねる（ニコニコ生放送） - うまみガールズ6期生として[動画 3]